# Ostrya japonica
Ostrya japonica là một loài thực vật có hoa trong họ Betulaceae. Loài này được Sarg. mô tả khoa học đầu tiên năm 1893.